# Contessa Entellina
Contessa Entellina är en stad och kommun  i storstadsregionen Palermo, innan 2015 i provinsen Palermo, på Sicilien i Italien med en albansk majoritetsbefolkning. Staden heter Kundisa på albanska. Kommunen hade 1 707 invånare (2017). Contessa Entellina gränsar till kommunerna Bisacquino, Campofiorito, Poggioreale, Salaparuta, Sambuca di Sicilia och Santa Margherita di Belice.
Contessa Entellina grundades på 1450-talet av albanska och grekiska immigranter som flydde undan osmanernas invasion från sina hem på Peloponnesos.
Till skillnad från albanerna saknade grekerna ett stamsamhälle och kom att överge sitt modersmål och sin kulturella identitet och assimilerades därför. På så sätt försvann den grekiska befolkningen medan den albanska bestod.